# Balak (Person)
Balak (hebräisch בָּלָק), ein Sohn des Zippor, ist ein König von Moab, der im Alten Testament und in der hebräischen Bibel, dem Tanach, erwähnt wird.

## In der Bibel
Nachdem die Zwölf Stämme Israels Stämme der Amoriter in einer Schlacht besiegt hatten, schickte Balak gemeinsam mit Gesandten aus Midian Boten nach Pethor am Euphrat, um Bileam aus Mesopotamien zu holen. Dieser sollte Israel verfluchen (Num 23,21 ). Diese Bemühungen kehrten sich in das Gegenteil um, Bileam kündigte den Sieg Israels an.

## Historizität
Gemäß der Zeitschrift Biblical Archaeology Review (September/Oktober 1985) wurden Belege dafür gefunden, dass Bileam bei den Moabitern bekannt war.
Eine Neuinterpretation der Inschrift auf der 1868 gefundenen Mescha-Stele im Jahr 2019 legt nahe, dass auf dieser in Zeile 31 eine Person mit dem Namen Balak erwähnt wird.